# Marrocos no Festival Eurovisão da Canção
Marrocos participou no Festival Eurovisão da Canção, até ao momento, 1 vez, estreando-se em 1980 e estando desde então fora do festival.
A canção "Bitaqat Khub" posicionou-se em penúltimo lugar (18º lugar, entre 19 concorrentes, tendo recebido apenas 7 pontos (dados pela Itália). Devido a esta má classificação, o rei de Marrocos Hassan II decretou que o país não deveria participar no Festival Eurovisão da Canção nos próximos anos. O mau resultado, não afectou minimamente a carreira de Samira Bensaïd, que é uma estrela musical no mundo de língua árabe.

## Galeria

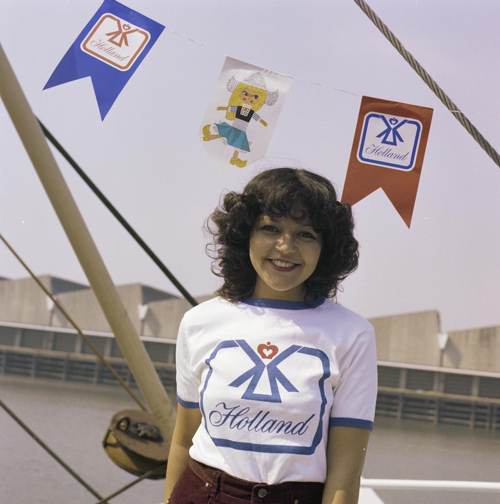
Samira Bensaïd em Haia (1980)

## Participações
Legenda
     Vencedor
     2.º lugar
     3.º lugar
     Pontuação Nula ("Null Points")/Último Lugar
     Melhor classificação (fora do top 3)
     Qualificação para a final (fora do top 3)
     País-anfitrião
     Desclassificado
| #  | Ano       | Artista        | Língua | Canção                          | Final | Pontos | Semi            | Pontos          |
| -- | --------- | -------------- | ------ | ------------------------------- | ----- | ------ | --------------- | --------------- |
| 1º | Haia 1980 | Samira Bensaïd | Árabe  | "Bitaqat Khub" Mensagem de amor | 18º   | 7      | Sem semi-finais | Sem semi-finais |

## Comentadores e porta-vozes
| Ano(s)     | Comentador televisivo | Comentador televisivo | Votação        | Votação          | Votação        | Votação        |
| Ano(s)     | Comentador televisivo | Comentador de rádio   | Porta-voz      | Idioma utilizado | Cidade         | Plano de fundo |
| ---------- | --------------------- | --------------------- | -------------- | ---------------- | -------------- | -------------- |
| 1966       | TBC                   | N/A                   | Não participou | Não participou   | Não participou | Não participou |
| 1967       | Não transmitiu        | Não transmitiu        | Não participou | Não participou   | Não participou | Não participou |
| 1968       | Não transmitiu        | Não transmitiu        | Não participou | Não participou   | Não participou | Não participou |
| 1969       | TBC                   | N/A                   | Não participou | Não participou   | Não participou | Não participou |
| 1970- 1977 | Não transmitiu        | Não transmitiu        | Não participou | Não participou   | Não participou | Não participou |
| 1978       | TBC                   | N/A                   | Não participou | Não participou   | Não participou | Não participou |
| 1979       | Não transmitiu        | Não transmitiu        | Não participou | Não participou   | Não participou | Não participou |
| 1980       | TBC                   | N/A                   | Kamal Irassi   | Francês          | Rabat          | Nenhum         |
| 1981- 2021 | Não transmitiu        | Não transmitiu        | Não participou | Não participou   | Não participou | Não participou |

## Maestros
| Ano(s) | Maestro       |
| ------ | ------------- |
| 1980   | Jean Claudric |

## História dos votos
Marrocos deu mais pontos a…
| Rank | País        | Pontos |
| ---- | ----------- | ------ |
| 1    | Turquia     | 12     |
| 2    | Alemanha    | 10     |
| 3    | Reino Unido | 8      |
| 4    | Suíça       | 7      |
| 5    | Suécia      | 6      |

Marrocos recebeu mais pontos de…
| Rank | País   | Pontos |
| ---- | ------ | ------ |
| 1    | Itália | 7      |